# Nyschnja Apscha
Nyschnja Apscha (ukrainisch Нижня Апша; russisch Нижняя Апша Nischnjaja Apscha, slowakisch Nižná Apša, ungarisch Alsóapsa) ist ein Dorf im Südosten der ukrainischen Oblast Transkarpatien nahe der rumänischen Grenze mit etwa 7200 Einwohnern (2004).

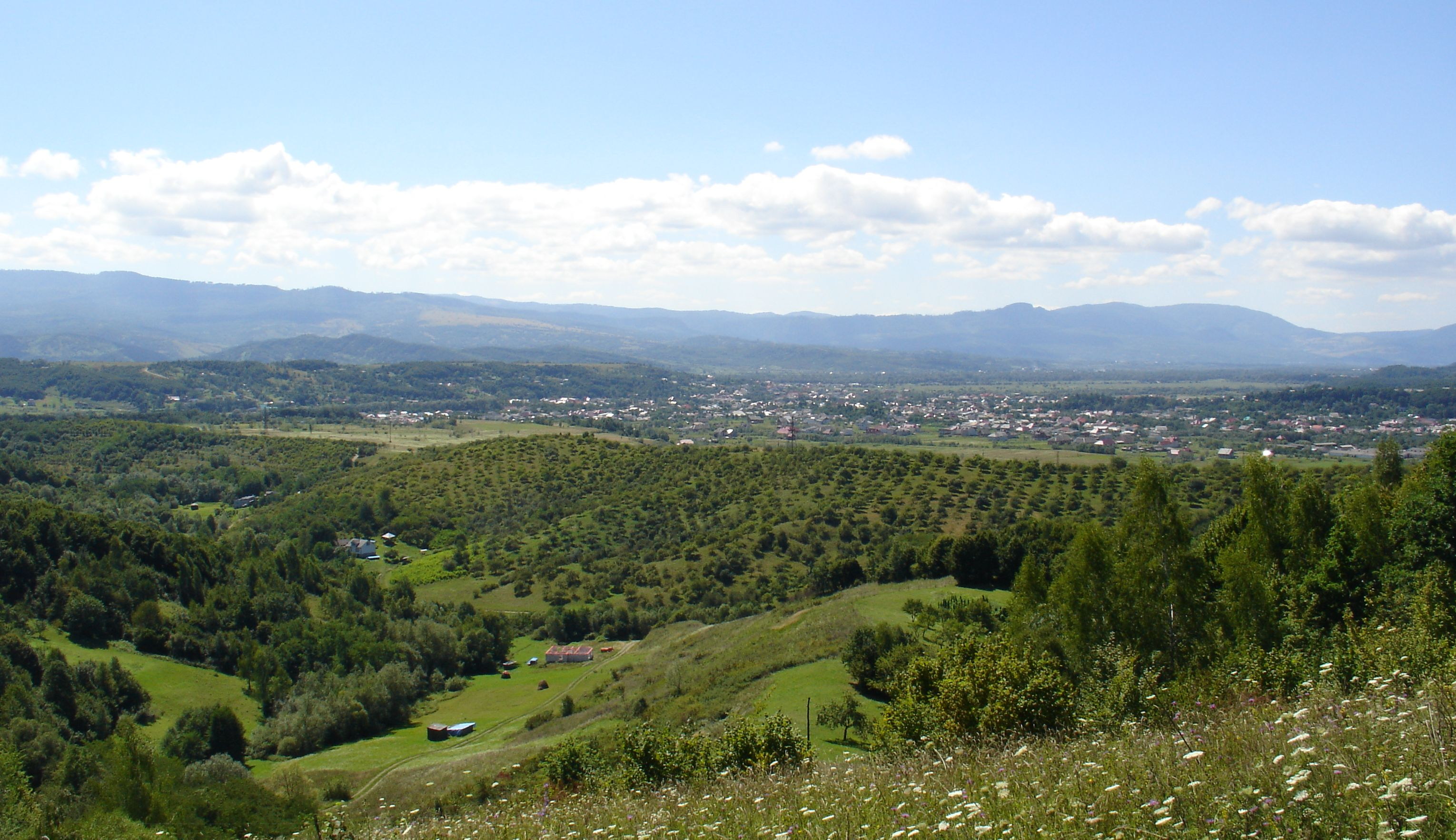
Ortspanorama

Das 1380 erstmals schriftlich erwähnte Dorf liegt in der historischen Region Maramureș und hieß vom 25. Juni 1946 bis zum 5. Februar 2004 Dibrowa (Діброва).
Am 12. Juni 2020 wurde das Dorf ein Teil der neu gegründeten Siedlungsgemeinde Solotwyno im Südosten des Rajons Tjatschiw; bis dahin bildete es zusammen mit den Dörfern Peschtschera (Пещера) und Podischor (Подішор) die Landratsgemeinde Nyschnja Apscha (Нижньоапшанська сільська рада/Nyschnjoapschanska silska rada).

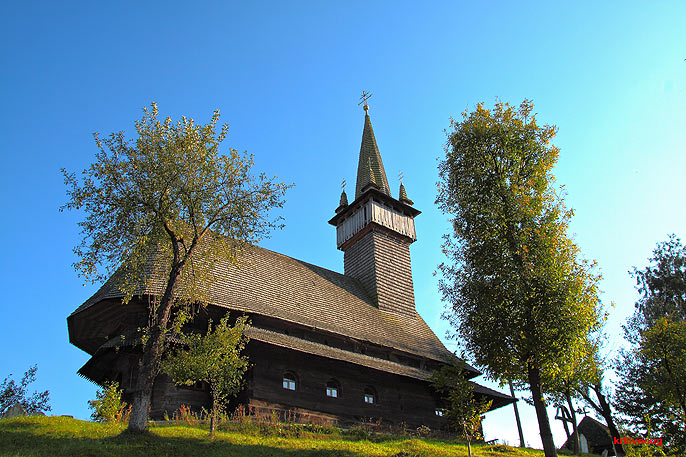
Kirche St. Nikolaus in Nyschnja Apscha

Nyschnja Apscha liegt am Ufer der Apschyzja, einem 39 Kilometer langen Nebenfluss der Theiß und an der Fernstraße N 09. Das Rajonzentrum Tjatschiw liegt 22 km westlich und das Oblastzentrum Uschhorod 157 km nordwestlich von Nyschnja Apscha.
Im Süden der Ortschaft befindet sich eine Bahnstation an der Bahnstrecke Tereswa–Welykyj Bytschkiw.
Im Dorf gibt es zwei Holzkirchen: Die Holzkirche des Heiligen Nikolaus von 1604 mit einem Glockenturm aus dem 18. Jahrhundert und die Holzkirche des Heiligen Basilius des Großen aus dem 18. Jahrhundert.